# Adolf Hoffmann-Heyden

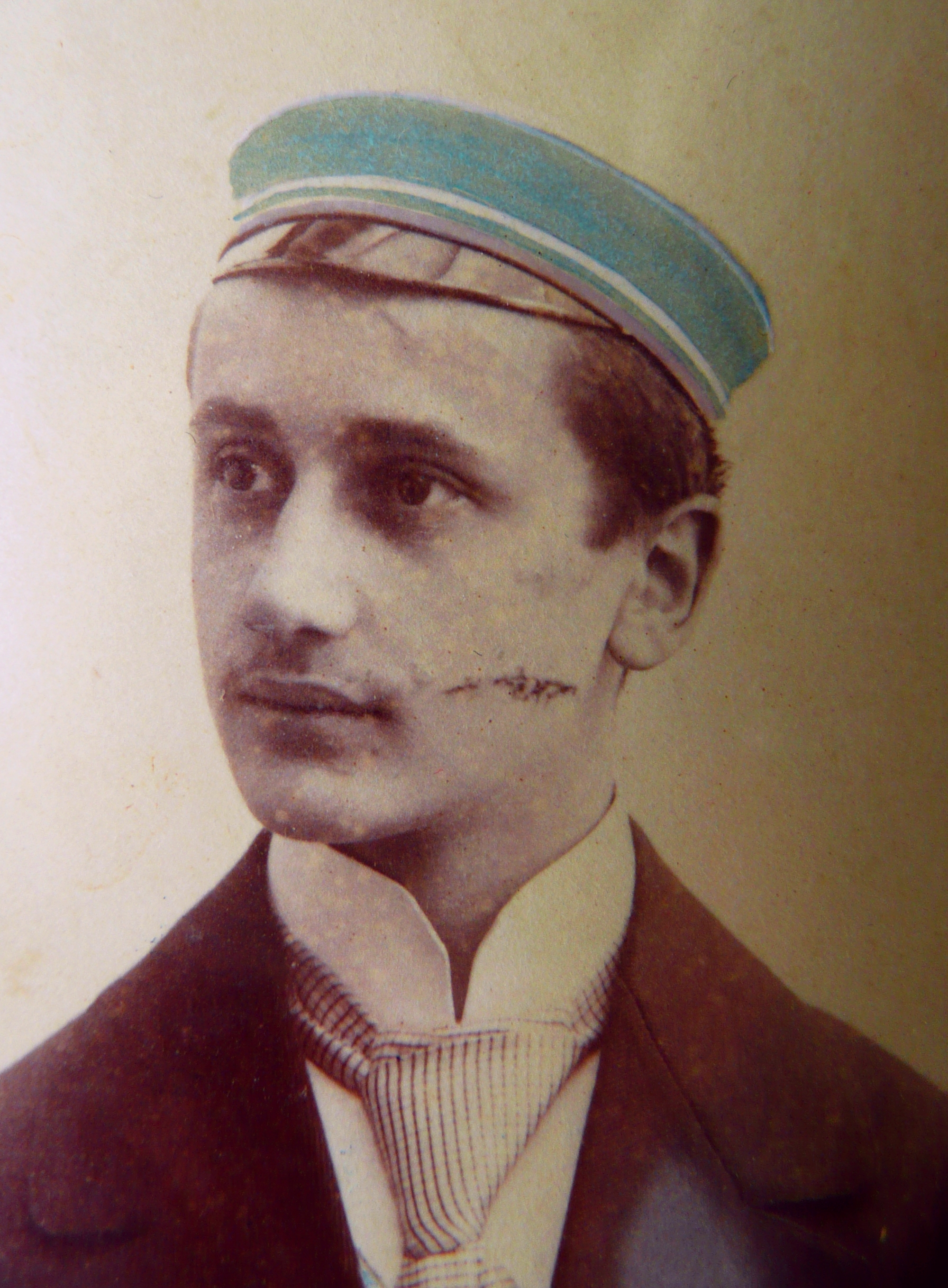
Adolf Hoffmann-Heyden (1896)

Adolf Hoffmann-Heyden (* 31. Oktober 1877 in Zabrze in Oberschlesien; † 1. März 1964 in Potsdam) war ein deutscher Chirurg und Hochschullehrer.

## Leben
Hoffmann-Heyden studierte an der Universität Breslau Medizin und legte dort im Jahr 1900 sein Staatsexamen ab. Während des Studiums wurde er Mitglied des Corps Silesia Breslau. Danach leistete er Militärdienst als Einjährig-Freiwilliger Arzt im Feldartillerie-Regiment Nr. 42. Anschließend war er zunächst in Halle (Saale) tätig und dann von 1901 bis 1902 Assistenzarzt am Pathologischen Institut in Breslau und von 1903 bis etwa 1907 an der dortigen Chirurgischen Universitätsklinik. Promoviert war er 1902 in Breslau mit seiner Dissertation Geburtshilfliche Bedeutung der fötalen Hydrocephalie worden. 1907 wechselte Hoffmann-Heyden an die Universitätsklinik Greifswald und habilitierte sich dort 1909 als Privatdozent für Chirurgie. Im gleichen Jahr wurde er Oberarzt an der Chirurgischen Universitätsklinik. 1912 wurde ihm der Titel Professor verliehen. Nach dem Ersten Weltkrieg war er von 1919 bis 1933 Direktor des städtischen Krankenhauses in Guben und ließ sich dann als Spezialarzt für Chirurgie in Potsdam nieder.